# 蝴蝶球

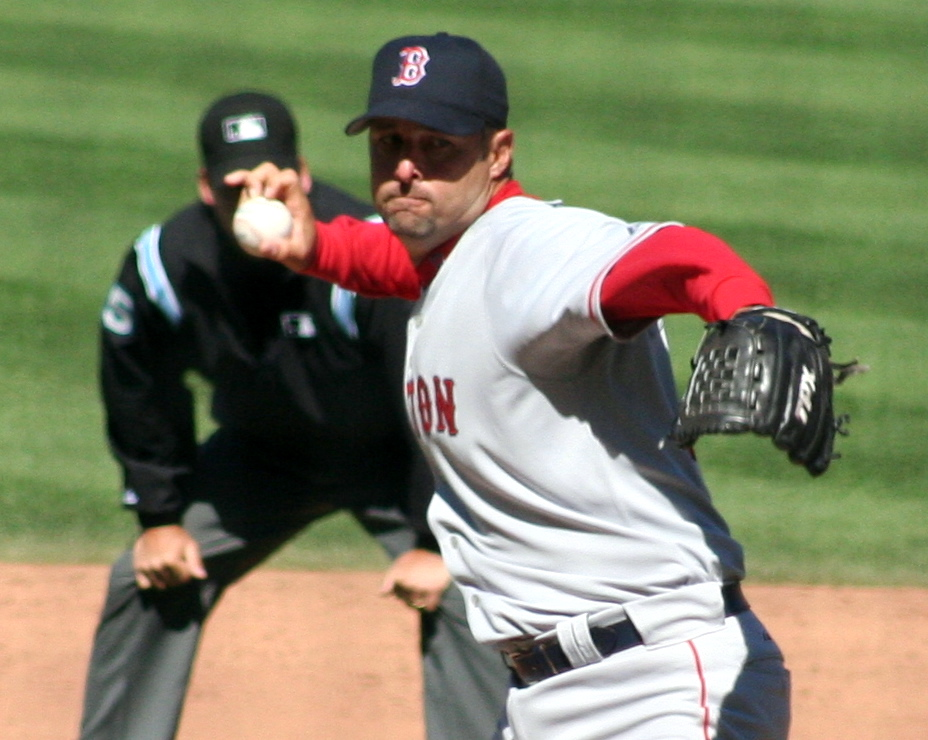
大聯盟著名的蝴蝶球投手提姆·韋克菲爾德。

蝴蝶球（英語：Knuckleball，knuckler），又稱指關節球、不旋轉球。棒球中的一種球路，是一種特殊變化球，球速不快，其重點在於盡量減少球在飛行運程中的旋轉，造成球出現不穩定、無法預測的運動。投球時，揮臂不必非常用力，主要是靠著手臂與身體投球的慣性把球推出去，不是用手指彈出的彈指球。由於推出去的球幾乎不會有旋轉，再加上氣流流過縫線的作用，所以會在剝離層產生相當多的紊流，因此造成球體表面有壓力差，球會有輕微的左右與上下飄動，就如同飛舞的蝴蝶，故名為蝴蝶球。
在美國大聯盟百年歷史當中，總共有70多位蝴蝶球投手，球的握法只有2種，是用指尖（幾近垂直）扣著球，包括2指尖扣著球與3指尖扣著球，再用其他剩下的手指把球握住。
投這種球，對投手的控球能力是很大的挑戰，對於要接球的捕手來說，也是很困難的。在美國大聯盟球隊中，蝴蝶球投手通常都會搭配一名專屬捕手，捕手的手套也比較大。

## 代表投手
- 提姆·韋克菲爾德
- R·A·迪奇
- 史蒂文·賴特（英语：Steven Wright (baseball)）
- 吉田繪里
- 徐生明
- 譚信民
- 黃平洋
- 莊勝雄
- 黃增稊
- 陳泓睿
- 曾柏瑞